# میرنی (شهرستان کراسنوگواردیسکی، آدیغیه)
میرنی (به لاتین: Mirny) یک منطقهٔ مسکونی در روسیه است که در شهرستان کراسنوگواردیسکی، آدیغیه واقع شده‌است.